# Республика Корея на летних Олимпийских играх 1960
Республика Корея принимала участие в Летних Олимпийских играх 1960 года в Риме (Италия) в четвёртый раз за свою историю, но не завоевала ни одной медали.

## Состав сборной
Сборная страны состояла из 35 спортсменов: 33 мужчин и двух женщин, они соревновались в 9 видах спорта:
- бокс
- борьба
- велоспорт
- конный спорт
- лёгкая атлетика
- прыжки в воду
- спортивная гимнастика
- стрельба
- тяжёлая атлетика

## Результаты

### Велоспорт
Соревнования по велоспорту проводились только среди мужчин.

### Прыжки в воду
Соревнования проходили с 26 августа по 2 сентября в Олимпийской плавательном стадионе.
Было разыграно 4 комплекта наград: в прыжках с 3-метрового трамплина и 10-метровой вышки среди мужчин и женщин.
Мужчины
| Спортсмен    | Соревнование      | Предварительный раунд | Предварительный раунд | Полуфинал        | Полуфинал        | Финал            | Финал            |
| Спортсмен    | Соревнование      | Баллы                 | Место                 | Баллы            | Место            | Баллы            | Место            |
| ------------ | ----------------- | --------------------- | --------------------- | ---------------- | ---------------- | ---------------- | ---------------- |
| Ли Пиль-джун | 10-метровая вышка | 28.34                 | 28                    | не вышел в финал | не вышел в финал | не вышел в финал | не вышел в финал |

### Конный спорт
Конкур
Два корейских спортсмена: Мин Гванки (민관기) и Ким Донгю — были заявлены в личном первенстве, но не сумели завершить выступление и не вышли в финал. 

### Спортивная гимнастика
Соревнования по спортивной гимнастике на летних Олимпийских играх 1960 года проводились в Термах Каракаллы среди мужчин и женщин.